# KDE
El KDE és una comunitat que desenvolupa i dona suport al programari lliure per a entorn d'escriptori i aplicacions mòbils amb seu a Alemanya. Originalment KDE feia referència explícitament a l'entorn d'escriptori, que era una de les opcions més populars en distribucions GNU/Linux. Actualment tots els components pertanyents als entorns gràfics s'agrupen sota el nom de 'KDE Plasma', mentre que KDE és el nom de la comunitat.

## Història
KDE va ser fundat el 1996 per Matthias Ettrich quan era estudiant d'informàtica a la Universitat de Tübingen, al sud d'Alemanya. Aquesta iniciativa va ser la reacció a diversos problemes amb alguns aspectes de l'escriptori d'Unix, el problema era que no hi havia aplicacions que cercaven o funcionaven com ell volia. Va proposar la formació de no només un conjunt d'aplicacions, sinó preferiblement un escriptori on els usuaris poguessin veure coses que es veiessin i funcionessin robustament. També volia crear un entorn fàcil d'utilitzar. Un problema de les aplicacions que disposava era que la seva xicota no les podia fer servir. Tot això li va despertar molt d'interès, i el projecte KDE va néixer.
Matthias va intentar d'utilitzar les biblioteques Qt pel seu projecte. Altres programadors van començar a desenvolupar aplicacions mitjançant KDE/Qt, i a principi del 1997 es van llançar diverses aplicacions molt complexes. En aquest moment, les biblioteques Qt no tenien una llicència lliure i els membres del projecte GNU es van queixar pel fet d'utilitzar biblioteques privatives per crear un projecte lliure. Per aquest motiu van començar dos projectes: L'Harmony toolkit per crear un reemplaçament lliure de les biblioteques Qt i l'escriptori Gnome per crear un escriptori sense Qt programat completament amb programari lliure.
El novembre de 1998 les biblioteques Qt es van llançar amb llicència QPL, però el debat va continuar a causa de la dubtosa compatibilitat amb les biblioteques GPL. El setembre de l'any 2000 Trolltech va fer una versió de les seves biblioteques per Unix amb llicència GPL, en addició a la QPL la qual va ser eliminada de les preocupacions de la Free Software Foundation. Amb KDE 4 passà a anomenar-se «KDE Software Compilation» i a partir de l'agost del 2014 es dividí en tres parts: 
- KDE Frameworks: conjunt de biblioteques informàtiques i entorns de treball emprats pels programes informàtics de KDE i d'altres basats en Qt.[5]
- KDE Plasma: l'entorn d'escriptori i les aplicacions bàsiques que en depenen.[6]
- KDE Gear: format pel conjunt d'aplicacions addicionals dins l'ecosistema de KDE, anteriorment era conegut com a KDE Applications.[7]

Actualment KDE i GNOME participen en el projecte Freedesktop en un intent d'estandarditzar l'escriptori d'Unix, així i tot hi ha una intensa competició amistosa entre ells dos.

## Organització del projecte KDE

Evolució del desenvolupament de KDE

Com molts altres projectes lliures, KDE són voluntaris que el desenvolupen voluntaris, així i tot diverses companyies com Novell, Trolltech i Mandriva contracten programadors per treballar en el projecte. Però en aquest gran projecte no només hi ha programadors, sinó que hi ha traductors, dissenyadors, empaquetadors… i molta gent més. Per tant, l'organització es fa bastant complexa i els problemes i decisions es discuteixen en diversos grups de correu.
Les decisions importants, com les dates de llançament o la inclusió de noves aplicacions es fan pel kde-core-devel, la llista dels core developers. Aquests programadors contribuït molt a KDE durant el pas dels anys. Les decisions no es prenen mitjançant votacions, sinó discutint. En la majoria de casos aquest sistema funciona bé, les discussions importants (per exemple si l'API de KDE 2 s'havia de trencar a favor de KDE 3) són estranyes.
Mentre els desenvolupadors estan repartits arreu del món el projecte té una base ferma a Alemanya. Els servidors webs s'allotgen a les universitats de Tübingen i Kaiserslautern, una organització alemanya té els drets de la marca "KDE", les conferències de KDE se solen realitzar a Alemanya.

## Distribucions que empren KDE Plasma
- KaOs (llançada l'1 de gener de 2012)
- KDE neon (llançada el 8 de juny de 2016)
- Kubuntu (llançada el 8 d'abril de 2005)
- Manjaro KDE (llançada el 10 de juliol de 2011)
- Opensuse (llançada l'octubre de 2005)